# Felipe Pedrell
Felipe Pedrell i Sabaté (19. února 1841 Tortosa – 19. srpna 1922 Barcelona) byl španělský hudební skladatel, pedagog, muzikolog a hudební kritik. Bývá nazýván otcem španělské národní hudby.

## Život
Narodil se v Tortosu v provincii Tarragona v Katalánsku 19. února 1841. Jako chlapec zpíval v chrámovém sboru místní katedrály. Již v patnácti letech zkomponoval Stabat Mater pro tři hlasy. Další hudební vzdělání získal v Barceloně. Ve třiceti letech už zkomponoval více než 120 děl různých žánrů, z nichž nejzávažnější byla opera L'ultimo Abenzarraggio, která měla premiéru v Teatro del Liceo v Barceloně dne 14. dubna 1874. Hojně publikoval hudebněvědné a kritické články v denících i v odborném hudebním tisku.
Po premiéře své druhé opery, Quasimodo, ve stejném divadle (1875), napsal několik skladeb duchovní hudby a získal stipendium místních vlád Girony a Tarragony, což mu umožnilo v letech 1876–1877 vykonat studijní cestu do Říma a Paříže. Stal se tak prvním moderním katalánským hudebníkem, který měl možnost přímého kontaktu se soudobými hudebními směry v zahraničí. Stal se tak průkopníkem díla Richarda Wagnera ve Španělsku, takže se mu i říkalo španělský Wagner. Dalším jeho přínosem bylo hledání inspirace ve španělských lidových písních.
V roce 1882 byl jmenován profesorem katedry zpěvu na madridské konzervatoři a stal se členem Akademie krásných umění. V letech 1896–1899 vydával časopis věnovaný náboženské hudbě ve Španělsku, La música religiosa en España. V roce 1904 přesídlil do Barcelony, kde pokračoval v plodné hudební a literární činnosti. V roce 1910 se odcestoval do Buenos Aires, aby se zúčastnil premiéry opery Los Pirineos.
Významná byla rovněž jeho činnost pedagogická. Ovlivnil celou generaci španělských skladatelů. Mimo jiné ukázal cestu k fúzi dvou zdánlivě antagonistických prvků: populární a klasické hudby. Jeho žáky byli např. Isaac Albéniz, Enrique Granados, Manuel de Falla, Roberto Gerhard či Amadeo Vives.
Zemřel v Madridu 19. srpna 1922 ve věku 81 let.

## Dílo

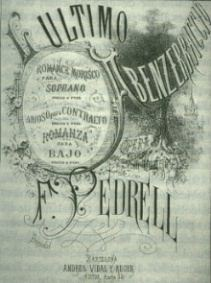
Titulní strana árie z opery L'ultimo Abenzeraggio

### Jevištní díla
- L'ultimo Abenzeraggio (linreto J. B. Altés, 1868, několikrát přepracováno, poslední verze 1889 Barcelona)
- Quasimodo (libreto J. Barret podle Victora Huga, 1875 Barcelona)
- Cléopâtre (libreto A. de Lauzières de Thémines, 1878)
- Mazeppa (1881 Madrid)
- Tasse à Ferrare (1881 Madrid)
- Little Carmen (1885 New York)
- Eda (1887)
- Mara (1889)
- Els Pirineus (libreto Victor Balaguer, 1891)
- El conde de Foix
- Rayo de luna
- La jornada de Panissars
- La Celestina (libreto vlastní podle Fernanda de Rojas, 1902)
- El comte Arnau (libreto Joan Maragall, 1904)
- Matinada (1905)
- Lluch-Llach
- Ells y elles
- La vertitat e la mentida
- La guardiola

### Symfonické básně
- La veu de les muntanyes (1877)
- I trionfi (1880)
- Excelsior (1880)

### Chrámová hudba
- Al·leluia (1865), per a solistes, cor i orgue
- Missa per a dues veus i orgue (1857)
- Quatre misses per a tres veus i orgue (1861, 1865, 1866)
- Dues misses per a quatre veus i orgue (1869)

### Komorní hudba
- Nocturn-Trio (1873)
- Quartet de corda (1879)
- Gaillarde per a quartet de corda (1879).

### Muzikologické spisy
- Diccionario técnico de la música (1894)
- Diccionario biográfico y bibliográfico de músicos españoles (1894–97)
- Emporio científico e histórico de organografía musical española antigua (1901)
- El Catàleg de la Biblioteca de la Diputació de Barcelona (1907–08)
- La festa d'Elche ou le drame liturgique espagnol (1901)
- Músics vells de la terra, seriál článků na hudební témata (1904–10)
- Por nuestra música, manifest národní hudby